# Adil Shah Suri
 (mai 2025).
Si vous disposez d'ouvrages ou d'articles de référence ou si vous connaissez des sites web de qualité traitant du thème abordé ici, merci de compléter l'article en donnant les références utiles à sa vérifiabilité et en les liant à la section « Notes et références ».
Adil Shah Suri est le dernier souverain de la dynastie Suri, régnant de juin 1555 à 1556.

## Biographie
On sait peu de choses sur son règne. Il était le frère de son prédécesseur, Sikandar Shah Suri. Il régna pendant un demi-siècle. Après cela, l'empire Suri s'effondra et Humayun revint sur le trône.

## Autres ouvrages
- Jadunath Sarkar : Histoire militaire de l'Inde. Orient Longmans 1960, p. 66 et suivantes.
- Kalika Ranjan Qanungo : Sher Shah et son époque. Orient Longmans 1965, p. 448 et suivantes.
- Satish Chandra : L'Inde médiévale : du sultanat aux Moghols. Partie II : Empire moghol (1526-1748). Har-Anand Publications, New Delhi 2004,  (ISBN 978-8124110669), p. 91 et suivantes.